# Euro Truck Simulator 2
Euro Truck Simulator 2（ユーロトラックシミュレーター2、略称：ETS2）は、チェコのSCSソフトウェアが開発・発売しているドライビングシミュレーションゲーム。Euro Truck Simulatorの続編。Truck Simulatorシリーズの四作目。

## 概要
2012年10月19日に発売され、2013年1月にはValve CorporationのSteamでダウンロード販売が開始されている。
前作『Euro Truck Simulator』（2008年発売）と比べてグラフィック面・挙動面・収録都市の大幅な向上が図られ、実在するメーカーのトラックが多数収録されている。また、本作からは日本語に対応している。
2015年1月には、64ビット版がリリースされた。
2023年9月末には、2012年の発売開始以来変更されていなかったシステム要件が見直された。今後もアップデートやコンテンツの提供が予定されており、従来の要件では快適な動作が見込めなくなる恐れがあることから更新された。

## ゲームの流れ・前作からの変更点など
中央ヨーロッパ地域を中心に、欧州地域をセミトレーラーやフルトレーラーで走行し、交通法規を守りながら荷物を目的地まで輸送することが目的である。
本作では、まず拠点都市を選択し、最初にトラックを購入するまでは、既に荷物を繋いだ状態でトラックを運転する「クイックジョブ」をこなしていき、トラックを購入する代金を稼ぐかたちで進行していく（修理代・燃料代は荷主負担。なお、前作では、最初から予算範囲内でトラックを購入する）。仕事をこなしていくうちにスキルが上がってゆき、引き受けられる荷物の輸送距離が長い仕事や、危険物などの報酬の高い荷物を運べるようになる形式となっており（前作では、各国へ行くには営業権を購入し、危険物のスキルも別途代金を支払う必要があった。また、クエスト要素が廃止されている）、無事故で運送を終えると多くの報酬とスキルを獲得することが出来る。交通違反やAIの車への接触を起こすと、ペナルティとしてその時に所持金から罰金を徴収される。この機能は設定で無くすことも可能である。
資金を貯めて自前のトラックを購入すると、より報酬の高い荷物が選択できる「フレイトマーケット」が選択出来るようになる。こちらは、前作のように自分で荷物を取りに行く必要があり（よって、現在地に近い都市を選択する事が原則となる）、燃料・有料道路代金・トラックの維持費も自己負担となる。自前のトラックは改造が可能であり、前作ではRGBでのカラーの変更とエンジンチューンのみだったのに対し、本作ではあらかじめ用意されているペイントパターンや、MODによるスキンへ変更出来る他、（後々アンロックされる形でパーツが増加して行くものが多いが）ライト類のアクセサリー類を装備出来るようになっている。加えて、キャビンタイプの変更とエンジンの換装なども行えるようになっており、下位グレードのトラックを購入しても、後々アンロックにより同車種の上位グレード仕様に改造する事も可能である。
また、本作では従業員を雇って育成し、会社を経営する機能が追加されており、拠点となるガレージ要素も追加された。同時に「クイックトラベル」機能により、保有しているガレージへの移動が可能になった。
その他、前作ではマップとスピードメーターが別々に表示されていたが、本作ではカーナビゲーションタイプの「ルートアドバイザー」として情報が集約された。このルートアドバイザーにはファンクション機能も搭載されており、ガス欠や事故などの際のロードサービスも呼ぶ事ができる。
2021年7月15日にリリースされたバージョン1.41からは公式のマルチでのプレイが可能となり、同年10月21日にはマルチプレイでのMODに対応した。通称：convoy (コンボイ)。
2022年5月12日にリリースされたバージョン1.44からは、コマンドを使うことによりACC（アダプティブ・クルーズ・コントロール）を使って前を走行する車との車間距離を維持したり、追突を防ぐ衝突被害軽減ブレーキなどが使用できる。

## 登場する国・都市
前作からスロバキア・ルクセンブルク・ハンガリー・ポーランド・ノルウェー・スウェーデン・デンマーク・スペイン・ポルトガルが追加された。 
| 国                                | ダウンロードコンテンツなしで登場する都市 | ダウンロードコンテンツで登場する都市 |
| --------------------------------- | --- | --- |
| イギリス                          | アバディーン、エディンバラ、カーディフ、カーライル、グラスゴー、グリムスビー、ケンブリッジ、サウサンプトン、シェフィールド、スウォンジー、ドーバー、ニューカッスル・アポン・タイン、バーミンガム、プリマス、マンチェスター、リヴァプール、シティ・オブ・ロンドン                                                              | なし |

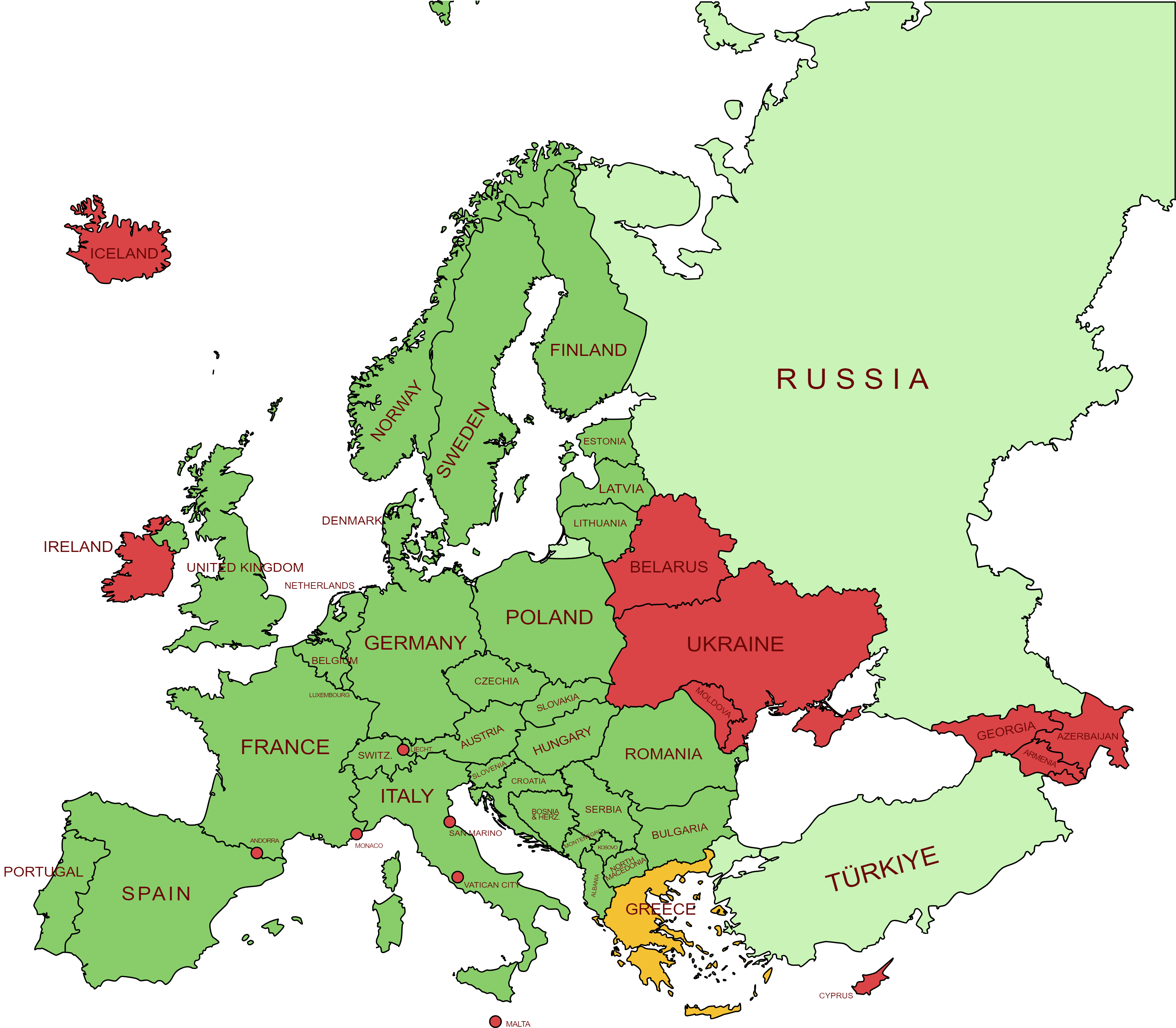
ダウンロードコンテンツを含む利用可能な国を示すヨーロッパの地図。 (イギリスの北アイルランド、ロシアのカリーニングラード州、サンクトペテルブルク、プスコフ州、レニングラード州以外、スウェーデン・ノルウェー・フィンランドの北部、トルコのトルコ海峡以東は含まれない)
利用可能
開発中
利用不可

| イタリア (既存の都市は1.30で刷新) | ヴェネツィア（1.11より追加）、ヴェローナ、トリエステ（1.48.5より追加）、トリノ、ミラノ | Italia アンコーナ、オルビア、カターニア、カタンザーロ、カッシーノ、カリャリ、サッサリ、ジェノヴァ、スッザーラ、ターラント、テルニ、ナポリ、バーリ、パルマ、パレルモ、ヴィッラ・サン・ジョヴァンニ、フィレンツェ、ペスカーラ、ボローニャ、メッシーナ、リヴォルノ、ローマ |
| オーストリア                      | インスブルック、ウィーン、クラーゲンフルト・アム・ヴェルターゼー（1.11より追加）、グラーツ（1.11より追加）、ザルツブルク、リンツ | なし |
| オランダ                          | アムステルダム、フローニンゲン、ロッテルダム | なし |
| スイス                            | ジュネーヴ、チューリッヒ、ベルン | なし |
| スロバキア                        | ブラチスラヴァ | Going East! コシツェ、バンスカー・ビストリツァ |
| チェコ                            | プラハ、ブルノ | Going East! オストラヴァ |
| ドイツ                            | エアフルト、オスナブリュック、カッセル、キール (ドイツ)、ケルン、デュースブルク、デュッセルドルフ、トラーヴェミュンデ（1.33より追加）、ドルトムント、ドレスデン、ニュルンベルク、ハノーファー、ハンブルク、フランクフルト・アム・マイン、ブレーメン、ベルリン、マクデブルク、マンハイム、ミュンヘン、ライプツィヒ、ロストック | Krone Trailer Pack ヴェルテ（1.45より追加） Feldbinder Trailer Pack ヴィンゼン（1.48より追加） |
| フランス(1.26で刷新)              | カレー、ストラスブール、ディジョン、パリ、メス、ランス、リール、リヨン | Vive la France! アジャクシオ(1.36より追加)、カルヴィ(1.36より追加)、クレルモン＝フェラン、ゴルフェッシュ、サン＝タルバン＝デュ＝ローヌ、シヴォー、トゥールーズ、ナント、ニース、バイヨンヌ(1.40より追加)、バスティア(1.36より追加)、パリュエル、ブールジュ、ブレスト、ボニファシオ(1.36より追加)、ボルドー、ポルト＝ヴェッキオ(1.36より追加)、マルセイユ、モンペリエ、ラック(1.40より追加)、ラ・ロシェル、リモージュ、リル＝ルッス(1.36より追加)、ル・アーヴル、ル・マン、レンヌ、ロスコフ                                                                |
| ベルギー                          | リエージュ、ブリュッセル | なし |
| ポーランド                        | ヴロツワフ、シュチェチン、ポズナン | Going East! ウッチ、オルシュティン、カトヴィツェ、グダニスク、クラクフ、ビャウィストク、ルブリン、ワルシャワ |
| ルクセンブルク                    | ルクセンブルク | なし |
| ハンガリー                        | なし | Going East! セゲド、デブレツェン、ブダペスト、ペーチ |
| スウェーデン                      | なし | Scandinavia イェーテボリ、ウプサラ、エレブルー、カールスクルーナ、カペルシャー(1.33より追加)、カルマル、ストックホルム、セーデルテリエ、ニュネスハムン、ヘルシンボリ、ベクショー、マルメ、ヨンショーピング、リンシェーピング Nordic Horizons TBA |
| デンマーク                        | なし | Scandinavia エスビャウ、オーデンセ、オールボー、ゲッサー、コペンハーゲン、ヒアツハルス、フレゼリクスハウン |
| ノルウェー                        | なし | Scandinavia オスロ、クリスチャンサン、スタヴァンゲル、ベルゲン Nordic Horizons TBA |
| エストニア                        | なし | Beyond the Baltic Sea クンダ、タルトゥ、タリン、ナルヴァ、パルディスキ、パルヌ |
| フィンランド                      | なし | Beyond the Baltic Sea オルキルオト、コウヴォラ、コトカ、タンペレ、トゥルク、ナーンタリ、ヘルシンキ、ポリ、ラハティ、ロヴィーサ Nordic Horizons TBA |
| ラトビア                          | なし | Beyond the Baltic Sea ヴァルミエラ、ヴェンツピルス、ダウガフピルス、リエパーヤ、リガ、レーゼクネ |
| リトアニア                        | なし | Beyond the Baltic Sea ウテナ、カウナス、クライペダ、シャウレイ、パネヴェジース、ヴィリニュス、マジェイケイ |
| ロシア                            | なし | Beyond the Baltic Sea ヴィボルグ、カリーニングラード、サンクトペテルブルク、ソスノヴイ・ボール、プスコフ、ルーガ Heart of Russia 未発売 |
| トルコ                            | なし | Road to the Black Sea イスタンブール、エディルネ、テキルダー |
| ブルガリア                        | なし | Road to the Black Sea ヴァルナ、ヴェリコ・タルノヴォ、カルロヴォ、コズロドゥイ、ソフィア、ピルドプ、ブルガス、プレヴェン、プロヴディフ、ペルニク、ルセ |
| ルーマニア                        | なし | Road to the Black Sea カララシ、ガラツィ、クルジュ＝ナポカ、クラヨーヴァ、コンスタンツァ、チェルナヴォダ、ティミショアラ、トゥルグ・ムレシュ、バカウ、ピテシュティ、フネドアラ、ブカレスト、ブラショヴ、マンガリア、ヤシ、レシツァ |
| スペイン                          | なし | Iberia ア・コルーニャ、アルバセテ、アルヘシラス、アルマラス、アルメリア、ヴィラ＝レアル、ウエルバ、エル・エヒド、オ・バルコ・デ・バルデオーラス、グラナダ、コルドバ、サラゴサ、サラマンカ、サンタンデール、シウダー・レアル、セビリア、ソリア(1.43より追加)、タラゴナ、テルエル、ナビア、バイレン、バダホス、バリャドリッド、バルセロナ、バレンシア、バンダリョズ・ダ・ルスピタレート・ダ・リンファン、パンプローナ、ヒホン、ビーゴ、ビルバオ、ブルゴス、プエルトリャノ、ポート・デ・サグント、マドリード、マラガ、ムルシア、メンヒバル、リェイダ、レオン |
| ポルトガル                        | なし | Iberia エヴォラ、オリョン、グアルダ、コインブラ、コルティサダス・デ・ラブレ、シーネス、セトゥーバル、ファロ、ベージャ(1.43より追加)、ポルト、ポンテ・デ・ソル、リスボン |
| アルバニア                        | なし | West Balkans ヴロラ、ティラナ、ドゥラス、フィエル |
| 北マケドニア                      | なし | West Balkans スコピエ、ビトラ |
| クロアチア                        | なし | West Balkans オシエク、ザグレブ、ザダル、スプリト、リエカ |
| コソボ                            | なし | West Balkans プリシュティナ |
| スロベニア                        | なし | West Balkans コペル、ノヴォ・メスト、マリボル、リュブリャナ |
| セルビア                          | なし | West Balkans クラグイェヴァツ、ニシュ、ノヴィ・サド、ベオグラード |
| ボスニア・ヘルツェゴビナ          | なし | West Balkans カラカジ、サラエヴォ、ゼニツァ、トゥズラ、バニャ・ルカ、ビハチ、モスタル |
| モンテネグロ                      | なし | West Balkans ニクシッチ、ビイェロ・ポリェ、ポドゴリツァ |
| ギリシャ                          | なし | Greece ロドス、ヒオス、ミティリーニ、イラクリオン、ハニア、カラマタ、アテネ、パトラ、アルゴストリ、ラミア、ラリサ、トリカラ、ヨアニナ、テッサロニキ、カヴァラ |
| アイスランド                      | なし | Iceland TBA |

## 登場車種
前作では全て架空のメーカーであったが、本作では、Scania Truck Driving Simulatorでライセンスを取得しているスカニアをはじめ、ルノートラック・DAF・MAN・イヴェコ・ボルボ・メルセデス・ベンツのトラックが実名で登場する（当初はDAF・イヴェコ・ボルボ・メルセデスはライセンスを取得していなかったが、後に取得した）。
- SCANIA
  - R（2009）シリーズ
  - Streamlineシリーズ（Ver.1.8.2.3より追加）
  - Sシリーズ（1.30より追加）
  - Rシリーズ（新型）（Ver.1.30より追加）
- MAN
  - TGXシリーズ
  - TGX Euro6（Ver.1.34より追加）
  - TGX EfficientLine 3（Ver.1.43より追加）
  - TG3 TGX（Ver.1.47より追加）
- ボルボ・トラックス
  - FHシリーズ（Ver.1.3.1より実名。それ以前はValiant F16Hという名称だった。）
  - FH16 Classicシリーズ[10]
- Renault Trucks
  - Magunumシリーズ
  - Premiumシリーズ
  - T シリーズ（Ver.1.35より追加）
  - T-High（Ver.1.40.2より追加）
- IVECO（Ver.1.3.1より実名。それ以前はIvedo Stratusという名称だった。）
  - Stralisシリーズ
  - Stralis HI-WAYシリーズ（Ver.1.4.1より追加）
  - S-WAYシリーズ
- DAF
  - XFシリーズ（Ver.1.2.5.1より実名。それ以前はDAV XFという名称だった。）
  - XF EURO 6シリーズ
  - XF 2021シリーズ（Ver.1.43.3より追加）
  - XGシリーズ（Ver.1.40より追加）
  - XG+シリーズ（Ver.1.40より追加）
  - XDシリーズ (Ver.1.48より追加)
- Mercedes-Benz
  - Actrosシリーズ（MP3）（Ver.1.18より実名。それ以前はMajestic Acrossという名称だった。）
  - New Actrosシリーズ（MP4）

## ダウンロードコンテンツ
※ペイント、無償トラックは除く
| 名称                         | 概要 | リリース日                                             | 出典   |
| マップ                       | マップ | マップ                                                 | マップ |
| ---------------------------- | --- | ------------------------------------------------------ | ------ |
| Going East!                  | 中央ヨーロッパ地域東部が拡張される。                                                                             | 2013年9月20日                                          | [ 11 ] |
| Scandinavia                  | デンマークとスウェーデン南部、ノルウェー南部が拡張される。                                                       | 2015年5月6日                                           |        |
| Vive la France!              | 未完成であったフランス15都市及びコルシカ島が実装される。※既存の都市はVer.1.26で刷新。                            | 2016年12月5日                                          |        |
| Italia                       | イタリア中南部とシチリア島、サルデーニャ島が拡張される。※既存の都市はVer.1.30で刷新。                            | 2017年12月5日                                          |        |
| Beyond the Baltic Sea        | バルト三国、フィンランド南部とロシアの一部地域が拡張される。                                                     | 2018年11月30日                                         |        |
| Road to the Black Sea        | ルーマニア、ブルガリアとトルコの一部地域が拡張される。                                                           | 2019年12月6日                                          |        |
| Iberia                       | イベリア半島のうち、スペインとポルトガルが拡張される。                                                           | 2021年4月9日                                           |        |
| West Balkans                 | ヨーロッパ南東部のうち、バルカン半島西部が拡張される。                                                           | 2023年10月20日                                         |        |
| Heart of Russia              | ロシアのうち、サンクトペテルブルクより南東部が拡張される。                                                       | 未発売（ロシアのウクライナ侵攻の影響を受け、発売保留） | [ 12 ] |
| Greece                       | ギリシャが拡張される。                                                                                           | 2024年12月4日                                          | [ 13 ] |
| Nordic Horizons              | ノルウェー、スウェーデン、フィンランドが拡張される予定。                                                         | 未定                                                   | [ 14 ] |
| トレーラー                   | |                                                        |        |
| High Power Cargo Pack        | ヨットや重機などの8つの貨物が追加される。                                                                        | 2014年8月15日                                          | [ 15 ] |
| Schwarzmüller Trailer Pack   | 初めてトレーラーにライセンスを取得。Schwarzmüller社のトレーラーが実装される。                                    | 2016年9月16日                                          |        |
| Heavy Cargo Pack             | 機関車やクレーンなど8種類の重量級貨物トレーラーが実装される。                                                    | 2017年5月12日                                          |        |
| Krone Trailer Pack           | 2回目のトレーラーライセンスを取得。Krone社のトレーラーおよびドイツの一部都市（ヴェルテ）が追加される。           | 2018年9月7日                                           |        |
| Feldbinder Trailer Pack      | Feldbinder Spezialfahrzeugwerke GmbH社のトレーラーや各種パーツおよびドイツの一部都市（ヴィンゼン）が実装される。 | 2022年12月1日                                          |        |
| Wielton Trailer Pack         | Wielton社のトレーラーや各種パーツが実装される。                                                                  | 2023年7月18日                                          | [ 16 ] |
| チューニング                 | |                                                        |        |
| Cabin Accessories            | 運転席の周りにコップや財布などの小物、物理演算された旗を窓に設置することができる。                               | 2015年10月1日                                          |        |
| Wheel Tuning Pack            | タイヤのホイール、ナットのデザインの変更などタイヤに取り付けられるパーツが用意されている。                       | 2016年4月14日                                          |        |
| Window Flags                 | 外窓に世界の国旗を取り付けられる。また、走行中には旗がなびくなどの物理演算がされている。                         | 2016年6月8日                                           |        |
| Mighty Griffin Tuning Pack   | Scaniaの車両にフロントマスクやグリル、シャーシカバーなど新たなパーツが用意されている。                           | 2016年6月29日                                          |        |
| Michelin Fan Pack            | ミシュラン社、ライセンス公認。タイヤ、キャビンアクセサリーなど新たなパーツが用意されている。                     | 2017年1月11日                                          |        |
| XF Tuning Pack               | DAFの車両にフロントマスクやグリルなど新たなパーツが用意されている。                                              | 2017年8月18日                                          |        |
| Actros Tuning Pack           | 100万通りの組み合わせが可能な外装と内装パーツが用意されている。                                                  | 2019年9月5日                                           |        |
| HS-Schoch Tuning Pack        | HS-Schoch社の外装パーツが用意されている。                                                                        | 2020年3月20日                                          |        |
| FH Tuning Pack               | Volvoの車両にフロントマスクやグリルなど新たなパーツが用意されている。                                            | 2020年6月2日                                           |        |
| Renault Trucks T Tuning Pack | Renault Trucksの車両（Renault T）にフロントマスクやグリルなど新たなパーツが用意されている。                      | 2022年5月26日                                          |        |

## バージョン履歴
※バージョン1.3以降を掲載。2025年2月10日時点の最新バージョンは1.53。
※アップデート内容の直後に鍵括弧付きでDLC名が記載されているものに関しては、該当するDLCがインストールされている環境で実装される。
| Ver.   | リリース日     | 主なアップデート内容 |
| ------ | -------------- | --- |
| 1.53   | 2024年11月26日 | 都市（ミュンヘン、マンハイム、ライプツィヒ、ドレスデン、ベルリン）の再設計、ボルボ・FHシリーズ4の再設計、設定の変更されたオプションの視覚化、滑らかなオートセンタリングカメラ機能の追加 |
| 1.52   | 2024年10月27日 | ドライビングアカデミーの追加 |
| 1.51   | 2024年9月12日  | タイトル画面の刷新、都市（ブレーメン、カッセル、オスナブリュック、マクデブルク）の再設計、イタリア及びバルト海DLC41都市のカスタムシティイントロを更新、トラック車内にあるインテリアキャビンの影を強化、検索バーを設定メニューに追加、設定メニューにアクセシビリティとインターフェイスのカテゴリを追加、デスクトップの背景の変更の改善、コントローラー設定システムの強化、自動ディファレンシャルロックオプション及び自動死角センサーオプションの追加                                      |
| 1.50   | 2024年5月14日  | スイス全土および西アルプス山脈周辺地域の再設計、ドイツのライン川地域（ケルン、デュッセルドルフ、ドルトムント、デュースブルク）の再設計、スカニアデモセンターの追加「Scandinavia DLC」、ユーザーインターフェイスの改修、レンダリングシステムの改善、TAA (Temporal Anti-Aliasing) の追加、レーンアシスタント機能の追加、オプションツールチップ機能の追加、WieltonトレーラーパックDLCのアップデート                                                                                         |
| 1.49   | 2023年11月28日 | 中古トラックディーラーの導入、ゲーム内ビジュアルの強化、自動ヘッドライト・ハイビーム機能の実装、キーバインド操作に対応 |
| 1.48.5 | 2023年10月12日 | West Balkans DLCの発売にあわせて各種最適化、ロード時間を短縮、フレームレート制限機能の実装 |
| 1.48   | 2023年8月7日   | 都市（ハンブルク、リューベック、キール、ロストック）の改良、ギャラリーの新機能を追加、キャリアカーの改良、地図探索の新機能を追加、ABSとTCS制御の実装、設定各項目における数値の入力・表示に対応 |
| 1.47   | 2023年4月13日  | 都市（シュトゥットガルト、フランクフルト、ニュルンベルク、エアフルト）の改良、所有可能なトレーラー（ガスタンク、家畜）の導入、ACC/緊急ブレーキシステムの実装、道路凹凸シミュレーションの実装、都市の追加「Road to the Black Sea DLC」、職歴UIの改良、アップデート内容や最新情報画面の実装、エコノミーリセットテレポート機能の実装 |
| 1.46   | 2022年11月10日 | イベリア地方のガレージ・会社の追加、所有可能なケミカルトレーラーの導入、ギャラリーの新機能を追加、Company Browser（ゲーム内ブラウザ）の実装、カスタム都市の追加 |
| 1.45   | 2022年7月28日  | 都市（ハノーファー）の再設計、所有可能なトレーラー（サイロ、燃料タンク）の導入、JOST製第五輪の導入、ConvoyのオプションMODに対応、レインセンサーの実装、進入禁止標識の非表示化に対応、Kroneの生産工場の追加とKrone paper LinerおよびKrone ProfiLiner Buildingトレーラーの追加「Krone Trailer Pack DLC」 |
| 1.44   | 2022年5月12日  | オーストリア全土の再設計、一部会社ロゴの再設計、Mod返金機能の導入、カスタマイズ用パーツを4種類に区分化、案内標識に距離表示を追加、地図にない道路探索時の機能追加、FFB機能の強化、キャビン視点の水平固定に対応、スマートシーケンシャルシフティングを実装、サスペンションの高さ調節に対応 |
| 1.43   | 2021年12月8日  | 都市（リヨン）の改良、特別輸送ルートの追加、所有可能なダンプトレーラーの導入、ビューポイントの追加、道路の追加「Iberia DLC」、ロード画面の写真表示機能を強化、キャビン視点でのサウンドを改良、SDFフォントの導入、地図上アイコンの絞り込み検索に対応、コントローラー操作の改善 |
| 1.42   | 2021年10月21日 | マルチプレイでのMODに対応、ハンドル回転数の調節に対応 |
| 1.41   | 2021年7月15日  | マルチプレイモードの実装（最大8人プレイで、MODは非対応）、道路（A24）の追加「Iberia DLC」、フォトモードの機能強化（時間帯や天候の調整に対応）、クイックトラベルを実装、道路標識の外見を変更 |
| 1.40   | 2021年3月24日  | 光の描写を改良、ドイツの一部を再設計、都市（バイヨンヌ）とコミューン（ラック）の追加「Vive La France! DLC」、トレーラー用のペイントジョブの追加「Super Stripes Paint Jobs Pack DLC」、求人選択画面での都市・会社の全文検索に対応、車両調整メニューの改善 |
| 1.39   | 2020年11月3日  | 都市（カレー）の再設計、ランチャーパッドの再設計、所有可能なローベッドおよびローローダートレーラーの追加、所有可能なSchwarzmuller社製ローローダートレーラーの導入「Schwarzmuller DLC」、AI車両としてDAF XF 2017 FaceliftとMAN TGX Euro 6を追加 |
| 1.38   | 2020年7月21日  | 都市（リール）の改良、トラック販売店の外観を変更、光と影の描写を改良、カラーピッカーの再設計、FMOD 2.01.01に更新、AT車のシフトチェンジを改良、Road to the Black Seaエリアに特殊配送ルートを追加、トラックホーンの取り付け可能位置を追加 |
| 1.37   | 2020年5月5日   | ゲーム内サウンドに「FMOD」を実装、トラックの窓が開閉可能、ウォークアラウンド機能の実装、所有可能な食品トレーラーの導入、ASUS Auraに対応、AIの音と動きを改善、計量ステーション（秤量所）の導入、スピード別のスピード違反金制度の導入 |
| 1.36   | 2019年12月3日  | DirectX 11の完全サポートに伴うDirectX 9のサポートを終了、コルシカ島の追加「Vive la France !所有者対象」、迂回路の追加、マネージャーマップ上におけるトラック・ドライバー・トレーラーの表示に対応、AI車両の追加、中国語などの非ラテン文字に対応、アンチエイリアスの改善 |
| 1.35   | 2019年6月5日   | ドイツの再設計、道路（A10-6「Vive la France! DLC」、A6-N44）の追加、サルデーニャ島の追加「Italia DLC」、スカンジナビアの看板を改善「Scandinavia DLC」、特別輸送ルートの追加、トレーラーとガレージの追加、GPS音声ナビゲーションの実装、ガレージのオンライン購入に対応、緊急給油サービスの導入 |
| 1.34   | 2019年2月8日   | トラック（MAN TGX Euro 6）の追加、カリーニングラード州のタイムゾーンを修正「Beyond the Baltic Sea DLC」 |
| 1.33   | 2018年11月26日 | 所有可能なHCTダブルトレーラーの導入「Beyond the Baltic Sea DLC」、所有可能なダブルフラットベッドトレーラーの追加「Scandinavia DLC」、所有可能なトレーラー（Krone Boxliner）の導入「Krone Trailer Pack DLC」、所有可能なトレーラー（コンテナ、建設資材用）の追加、プロフィールにSteamクラウドの導入、トラック・トレーラーのカスタマイズをプリセット可能、ガラス上の雨滴の挙動を改善、都市（カペルシャー）と地区（トラーヴェミュンデ）に港を追加、国・地域名のローカリゼーション設定に対応 |
| 1.32   | 2018年9月17日  | トレーラーの所有に対応、古いトレーラーの更新、UIを大幅に変更、B-Doubleタイプトレーラーの追加、ドイツ一部地域の再設計、レンダリング速度の向上 |
| 1.31   | 2018年5月14日  | トラックとトレーラー間の電源・エアラインの追加、ルートを追加「Special Transport DLC」、スカニアRシリーズおよびSシリーズの8x4トラックシャーシを導入、カスタムパーツの追加「Mighty Griffin Tuning Pack DLC」 |
| 1.30   | 2017年12月1日  | イタリア北部の再設計、トラック（Scania Rシリーズ・Sシリーズ）を導入、ナビゲーションシステムの改良、ゲーム内にタイムゾーンを実装 |
| 1.28   | 2017年8月17日  | スカンディナヴィア地域限定のダブルストレーラー（2両ないし3両連結）を導入「Scandinavia DLC」、ゲーム内のデスクトップ背景を変更可能 |
| 1.27   | 2017年3月23日  | AI車両としてパトカーを導入（付近で交通違反をすると罰金を徴収される）、トレーラーの最前軸を上昇または下降した状態での走行可能 |
| 1.26   | 2016年11月29日 | フランス北部の再設計、新料金所システムの導入、全トラックに新トランスミッションを導入、3段階の駐車難易度の選択に対応 |
| 1.25   | 2016年9月9日   | トラック（DAF XF）の改良、ジョブ選択時にトレーラーの外見や荷物が変更可能、ステアリングホイールの位置調整に対応 |
| 1.24   | 2016年6月6日   | World of Trucksにおける「Going East! DLCとScandinavia DLC」の地域のルートに対応、トラックとトレーラー連結の物理シミュレートを実装 |
| 1.23   | 2016年4月11日  | SteamワークショップのMODに対応、トラック用ホイールのカスタマイズを細分化、交通違反の無効化に対応、自動駐車の無効化に対応 |
| 1.22   | 2015年12月15日 | World of Trucksの実装、ペイントショップをTruck Configuratorに統合、タイアの性能表記を実装、ほぼ全ての6×2・6×4シャーシを修正、自動駐車ダイアログの非表示化に対応 |
| 1.21   | 2015年9月30日  | キャビン内の光の反射表現を改善、各種サウンドの改善 |
| 1.20   | 2015年9月1日   | GPSナビにおける配送ルートを変更可能、太陽の位置を修正、イメージスポットライト機能の実装 |
| 1.19   | 2015年7月23日  | 都市（ペーチ、セゲド）の追加「Going East! DLC」、MODマネージャーの改良、AT制御の操作切り替えに対応、ダッシュボード上のナビの縮尺変更に対応、メーターパネル上にオドメータと燃料計を表示、改造メニューの改善 |
| 1.18   | 2015年5月26日  | ブランド（メルセデス・ベンツ）の追加、トラック（メルセデス・ベンツ 3代目Actros）の実名化、植物の表現を改良、トレーラースキンの追加 |
| 1.17   | 2015年5月4日   | 天気と照明の新設定が追加、タイアがタイアとリムのパーツに分離、ルノー社製トラック（Magnum、Premium）に6輪シャーシを導入、AI車両の動作を改善、マルチモニター環境の安定化 |
| 1.16   | 2015年1月28日  | 64ビット版をリリース |
| 1.15   | 2014年12月12日 | 様々なメーターパネルのバックライト色に対応、ショールームの内装を変更、小型トラックディーラーの外観を変更、車内での体の動きとシートのゆがみを表現、リターダの自動作動に対応、トレーラーブレーキの実装 |
| 1.14   | 2014年11月11日 | トラック（DAF XF Euro 6）の追加、ほぼ全てのトラックに対応した6輪シャーシの追加、ほぼ全てのシャーシを修正、ダッシュボード上のナビに制限速度表示を実装、横転時のダメージを増加、貨物破損に対するペナルティーを強化 |
| 1.13   | 2014年9月30日  | Steam実績に対応、キー・ボタン・軸の設定解除機能を実装、クルーズコントロールの新機能を追加、クイックロード・セーブに対応、ベルギー・フランス・ポーランド・スロバキアにおける制限速度を変更 |
| 1.12   | 2014年8月15日  | トラックブラウザとトレーラーブラウザを実装、フォトモードの強化（色変更、彩度変更、カメラロールの実装） |
| 1.11   | 2014年7月28日  | 都市（ヴェネツィア、グラーツ、クラーゲンフルト）の追加、シート調整の実装、クルーズコントロールの新機能を実装、ルートアドバイザー上における制限速度表示に対応、UIの全面的な刷新、スタビライザーの挙動を導入、貨物の重心を調整、トレーラーの安定性を調節可能、各種サウンドの改善、ガレージの売却機能を実装、本社の移転機能を実装 |
| 1.10   | 2014年5月19日  | フリーズやクラッシュの改善、オーストリア・ベルギー・ドイツの制限速度を修正 |
| 1.9    | 2014年3月25日  | トラック（Scania Streamline、Volvo FH16 Classic、Iveco Stralis Hi-way）の改良および改善 |
| 1.7    | 2013年10月25日 | ボルボ社製トラック（FH、FH16 Classic）の追加 |
| 1.3    | 2013年2月6日   | ブランド（Iveco、Volvo）から公式ライセンスの付与、プロフィールの会社名・ロゴ・好みのブランドが変更可能、リターダの実装、プロファイル毎のMOD選択に対応、各国の現地通貨に対応、トラック（Renault Premium）の改良、マップの各所を改良、道路の中央にある電柱を撤去 |

## 評価
本作品のスコアは79点中100点と、Metacriticは主に肯定的である評価を与えた。また、PC Gamerは85点中100点と好意的なレビューを示した。
Googleでは96%のユーザーが高く評価、Steamでは250,268レビューのうち97%は好評レビュー（2020年9月6日時点）。

## 受賞
- PC Gamer：'Sim of the Year 2012'
- Steamアワード：受賞前からいいゲームだと思っていたで賞・ゆったり座ってリラックスで賞（2016年）[63]